# Кириченко Василина-Ірина Василівна
Васили́на-Іри́на Кириче́нко (* 1996) — українська дзюдоїстка, майстер спорту України міжнародного класу.

## З життєпису
- 2017 — листопад, чемпіонка Європи U23
- срібна призерка «EUROPEAN OPEN» в Бухаресті
- чемпіонка Європи U23
- чемпіонка України U23
- бронзова призерка чемпіонату України
- бронзова призерка абсолютного чемпіонату України
- 2016 — бронзова призерка чемпіонату Європи U21
- срібна призерка Кубка Європи U21 в Празі
- бронзова призерка Кубка Європи в Ліньяно
- чемпіонка України U21
- 2015 — чемпіонка Європи U21
- бронзова призерка Кубка Європи в Ліньяно
- переможниця Кубка Європи U21 в Ла-Коруньї та Коімбрі
- бронзова призерка Кубка Європи в Лейбніці
- бронзова призерка Кубка Європи у Празі
- срібна призерка чемпіонату України U21
- 2014 — бронзова призерка Кубка Європи U21 у Вроцлаві
- чемпіонка України U21
- срібна призерка чемпіонату України
- бронзова призерка чемпіонату світу U18
- срібна призерка чемпіонату Європи U17
- 2013 — бронзова призерка чемпіонату України U18
- 2012 — чемпіонка України U17